# Parrhesia
Albums de Animals as Leaders
The Madness of Many
(2016)
Singles
1. Monomyth
Sortie : 2 septembre 2021
2. The Problem of Other Minds
Sortie : 18 novembre 2021
3. Gordian Naught
Sortie : 17 février 2022

Parrhesia est le cinquième album studio du groupe instrumental américain Animals as Leaders. Il est sorti le 25 mars 2022, sous le label Sumerian Records.

## Liste des titres
| 1.    | Conflict Cartography       | 5:00 |
| 2.    | Monomyth                   | 3:26 |
| 3.    | Red Miso                   | 4:31 |
| 4.    | Gestaltzerfall             | 4:46 |
| 5.    | Asahi                      | 1:51 |
| 6.    | The Problem of Other Minds | 2:32 |
| 7.    | Thoughts and Prayers       | 5:48 |
| 8.    | Micro-Aggressions          | 4:10 |
| 9.    | Gordian Naught             | 4:48 |
| 36:56 |                            |      |

## Composition du groupe
- Tosin Abasi : guitare
- Javier Reyes : guitare
- Matt Garstka : batterie